# Rejvíz

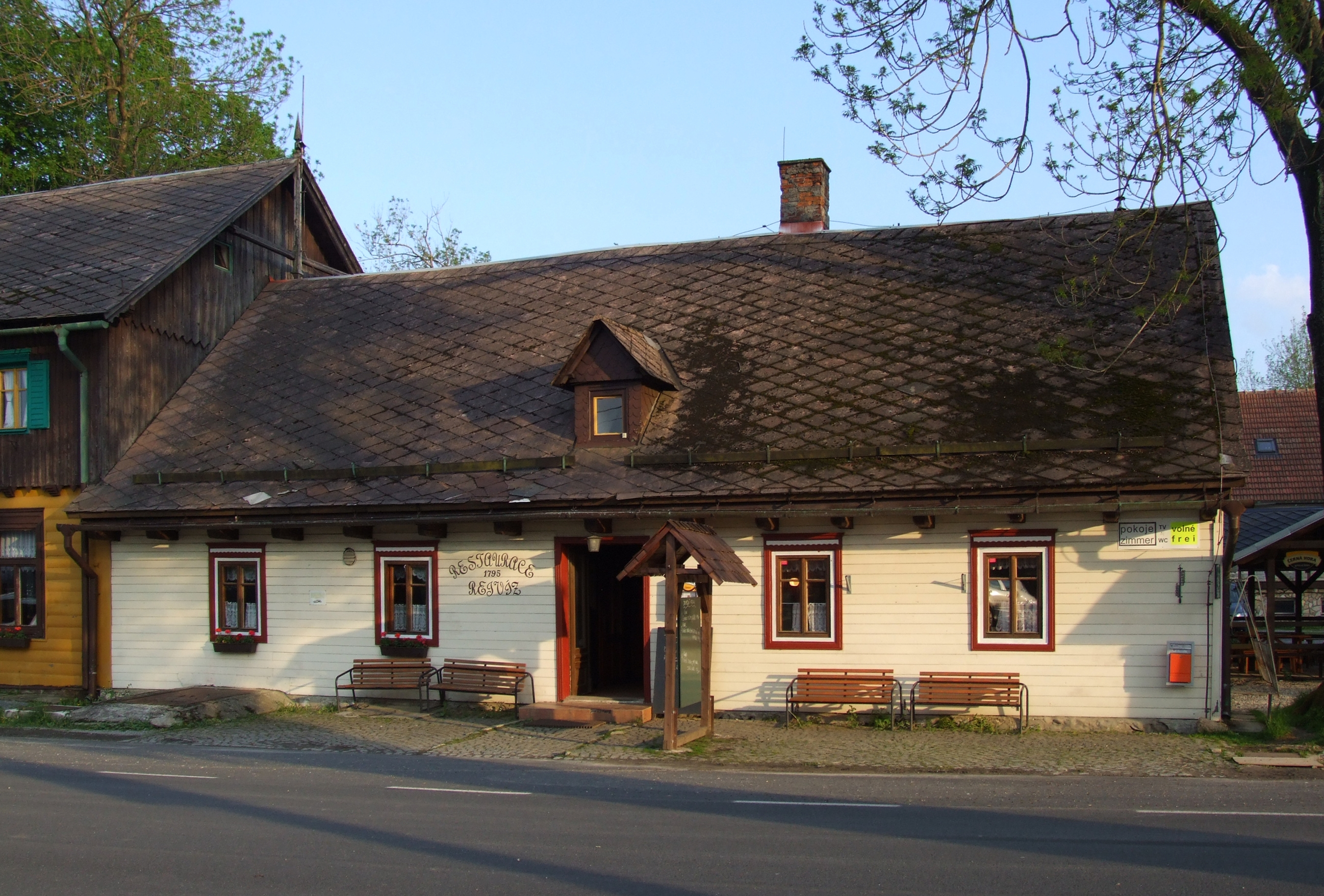
Historyczna restauracja w osadzie Rejvíz

Rejvíz (niem. Reihwiesen) – osada, obecnie część miasta Zlaté Hory, położona około 10 km na północny wschód od miejscowości Jesionik (czes. Jeseník) w Czechach, na wysokości 750–899 m n.p.m., przy granicy z Polską. Historycznie położona na Śląsku.
Na północ od osady Rejvíz rozciągają się góry Rejvízská hornatina wchodzące w skład Gór Opawskich z rozległymi widokami na Równiny: Jawornicką i Polską. Od południa graniczy z Masywem Orlíka (czes. Medvědská hornatina), częścią Wysokiego Jesionika (czes. Hrubý Jeseník).
Pierwotna nazwa niemiecka Reihwiesen jest starsza niż gmina, a w tłumaczeniu oznacza łąki ułożone w szeregu. Nazwa była kilkakrotnie zmieniana na Reichwiesen, Rywisen, Reiwiesen, Reibwiesen. W latach dwudziestych XX w. po raz pierwszy pojawiła się skrócona nazwa Rejvíz w czeskim brzmieniu, a w 1948 samodzielna gmina była oficjalnie przemianowana na Rejvíz.
Po klęsce komunistycznego greckiego puczu Rejvíz był miejscem osiedlania prosowieckich bojowników greckich, a później rodzin romskich ze Słowacji. Obecnie dominują tu Czesi. W 2005 stała ludność liczyła około 65 osób. W sezonach turystycznych liczba gości sięga 900 osób.
Osada jest punktem wypadowym do wycieczek pieszych, rowerowych oraz dla narciarzy biegowych dla całego obszaru Jesioników (czes. Jeseníky), w tym Masywu Orlíka.
Znajdują się tu bardzo liczne szlaki turystyczne:
  Rejvíz – góra Zelený vrch – góra Čertovy kameny – Jesionik;
  Rejvíz – szczyt Kazatelny – przełęcz Kristovo loučení – góra Jelení loučky – góra Lysý vrch – góra Osikový vrch – Videlské sedlo – schronisko Švýcárna;
  Rejvíz – góra Bleskovec – góra Bílé skály – szczyt Zlatý Chlum – Jesionik;
  Rejvíz – Narodowy rezerwat przyrody Rejvíz – Dětřichov;
  Rejvíz – dolina potoku Čížek – Mýtinka – Dětřichov;
  Rejvíz – Ondřejovické sedlo – Zlaté Hory;
  Rejvíz – Starý Rejvíz – Horní Údolí – Sv. Marta – góra Příčný vrch – Sv. Anna – góra Zámecký vrch – Zlaté Hory;
  Rejvíz – Starý Rejvíz – Pod Koberštejnem – Drakov – Mnichov – Vrbno pod Pradědem;
  Rejvíz – Starý Rejvíz, rozcestí – Lurdská jeskyně,
oraz szlaki rowerowe:
 (nr 6071) Rejvíz – Pomnik przyrody PP Chebzí – Písečná – Jeseník;
 (nr 6248) Rejvíz – góra Přední Jestřábí – góra Zadní Jestřábí – góra Kazatelny – góra Dlouhá hora – Dětřichov;
 (nr 55) Rejvíz – góra Březový vrch – Jeseník;
 (nr 55) Rejvíz – Černá Opava, most – Drakov – Heřmanovice – Město Albrechtice.
W okolicy osady położone jest Wielkie jeziorko torfowe, usytuowane pośrodku Narodowego rezerwatu przyrody NPR Rejvíz. Aby nie niszczyć rzadkiej, endemicznej roślinności, doprowadzono do niego ścieżkę dydaktyczną zbudowaną z desek osadzonych na palach. W pobliżu znajduje się przełęcz Rejvíz pomiędzy szczytami gór Tisový i U Pomníku o współrzędnych geograficznych: (50°13′09,4″N 17°17′00,7″E/50,219278 17,283528) i wysokości 769 m n.p.m..
Znajdują się tu liczne pensjonaty: „Rejvíz”, „Orlík”, „U Mlýna” i „Na Paloučku”.

## Zabytki i atrakcje turystyczne

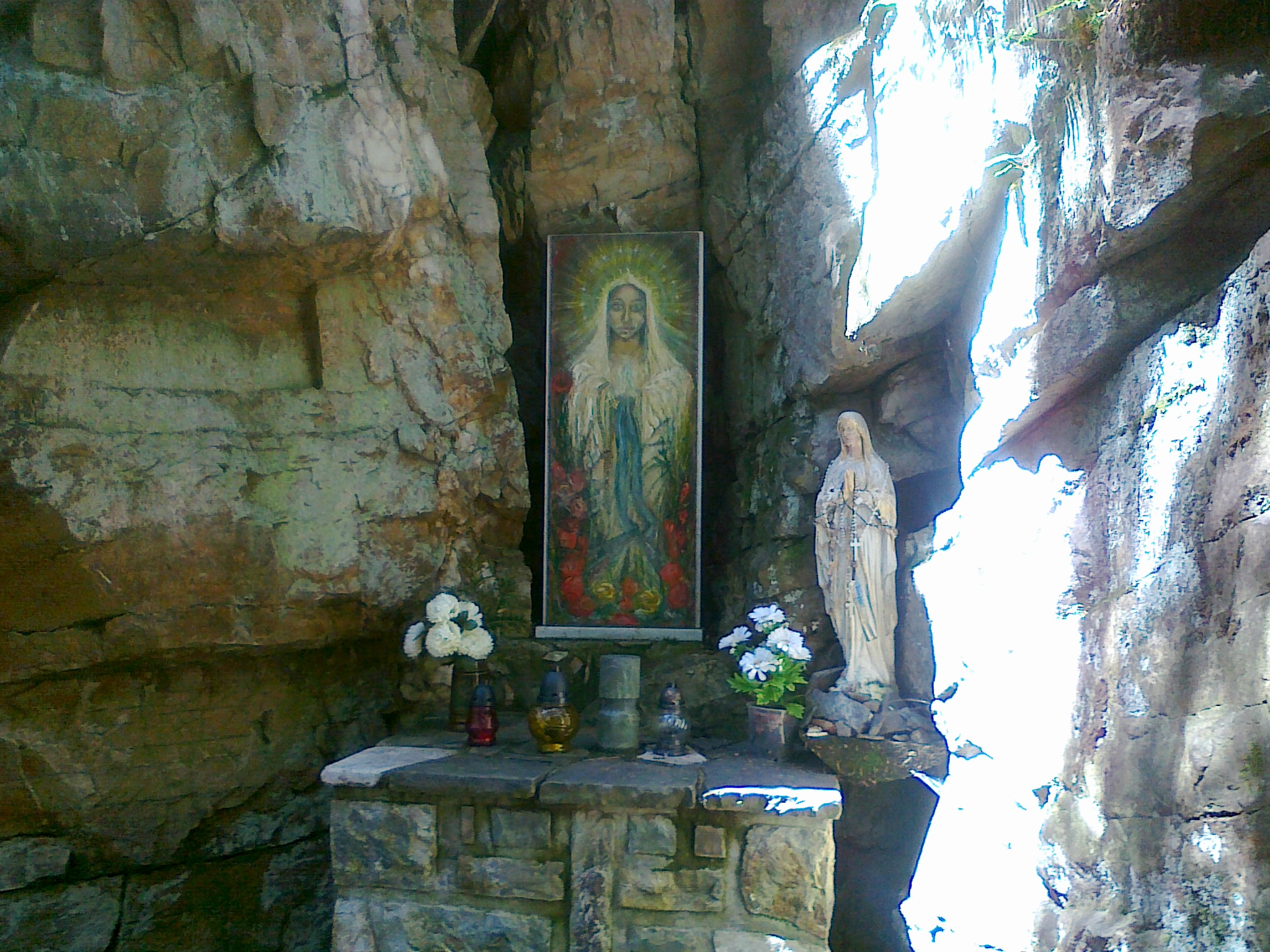
Ołtarz w miejscu pątniczym Grota Lurdzka na stoku góry Zámecký pahorek

- ruiny zamku Koberštejn z XIII wieku,
- Kościół filialny (dawniej parafialny) Matki Bożej (czes. Jména Panny Marie) z 1808,
- drewniany budynek restauracji Rejvíz (wcześniej Zum Seehirten, potem Noskova chata), najstarsza część z końca XVIII wieku, młodsze z I połowy XX wieku,
- miejsce pątnicze Grota Lurdzka (czes. Lurdská jeskyně) na stoku góry Zámecký pahorek z 1908, odnowione w 2006,
- pomnik mieszkańców poległych w czasie I wojny światowej.